# Cnodacophora
Cnodacophora is een vliegengeslacht uit de familie van de spillebeenvliegen (Micropezidae).

## Soorten
- C. nasoni (Cresson, 1914)
- C. sellata (Meigen, 1826)
- C. stylifera (Loew, 1870)